# Empresas Copec
Empresas Copec — чилийский промышленный конгломерат, владеющий сетями автозаправок в нескольких странах Латинской Америки и в США, а также с интересами в лесном хозяйстве и рыбном промысле. Штаб-квартира расположена в Сантьяго, столице Чили.

## История
Компания была основана в 1934 году под названием Compania de Petróleos de Chile (Copec) для импорта и продажи горючего. С 1941 года начала торговать автомобилями, шинами и запчастями. В 1943 году приобрела свой танкер. В 1957 году совместно с Mobil построила завод по производству смазочных материалов. В 1961 году приобрела долю в компании по продаже сжиженного газа Abastible и через несколько лет поглотила её полностью. В середине 1970-х годов контроль над компанией установил холдинг семей Кружат и Ларраин (Cruzat и Larraín), самых влиятельных семей Чили. В сферу лесного хозяйства компания вошла в 1977 году, купив государственное предприятие Empresa Forestal Arauco.
В 1980-х годах Copec приобрела несколько компаний в сферах рыбной ловли и электроэнергетики, однако кризис в экономике Чили подорвал положение Copec. В 1985 году контрольный пакет акций компании был куплен Анаклеио Анжелини Фаббри (Anacleto Angelini Fabbri), эмигрировавшим в Чили в 1948 году из Италии. Анжелини совместно с новозеландской компанией Carter Holt Harvey Holdings удалось восстановить платежеспособности Copec и объединить компанию со своими активами в строительстве, рыбном промысле и лесоводстве. В начале 2000-х годов компания продала свои интересы в электроэнергетике, при этом значительно расширив лесопильные производство. В 2016 году была куплена сеть автозаправок в США MAPCO Express.

## Собственники и руководство
Контролирующим акционером является компания семьи Анжелини AntarChile (60,82 % акций).
Председателем совета директоров с 1986 года является Роберто Анжелини Росси. В совет директоров также входит Маурицио Анжелини (с 2021 года).
Главным исполнительным директором с 2003 года является Эдуардо Наварро Белтран.

## Деятельность
Основные подразделения по состоянию на 2021 год:
- Энергетика — сети автозаправочных станций в Колумбии (1960), Чили (678), США (332), Панаме (161), Эквадоре (111), Перу (25), а также продуктовые магазины, газо- и нефтехранилища, зарядные станции для электромобилей, производство смазочных материалов, трубопроводы и газовые баллоны; 73 % выручки.
- Лесное хозяйство — производство целлюлозы и древесины, собственные леса имеются в Чили (1 млн гектаров), Аргентине, Бразилии и Уругвае; 26 % выручки.
- Рыбный промысел — лов рыбы (38 траулеров, 670 тыс. тонн в год), производство мороженной рыбы, консервов, рыбьего жира, в основном на экспорт (КНР, Корея, Япония, Канада); 1 % выручки.

Выручка за 2021 год составила 24,8 млрд долларов, из них 50,5 % пришлось на Чили, 19 % — на Колумбию, 14,4 % — на США и Канаду, далее в порядке убывания значимости следуют Панама, Бразилия, Доминиканская Республика, Аргентина, Уругвай, Мексика, Перу и Эквадор.

## Дочерние компании
Основные дочерние компании:
- Энергетика: Copec S.A., Organización Terpel S.A. (Колумбия), MAPCO Express Inc. (США), Sonacol S.A., Abastible S.A., Norgas S.A. (Колумбия), Duragas S.A. (Эквадор), Solgas S.A. (Перу), Metrogas S.A., Aprovisionadora Global de Energía S.A.
- Лесное хозяйство — Celulosa Arauco y Constitución S.A.
- Рыбный промысел — Orizon S.A., Corpesca S.A., Inversiones Caleta Vitor S.A., Golden Omega S.A.
- Инвестиции — Inversiones Alxar S.A. (добыча меди в Чили и Перу), Cumbres Andinas S.A.C., Inmobiliaria Las Salinas Ltda (строительство).